# Лавиль, Жозеф Александр Феликс де
Жозеф Александр Феликс Мари де Лавиль (фр. Joseph Alexandre Félix Marie de Laville; 1774—1856) — французский военный деятель, бригадный генерал (1813 год), участник революционных и наполеоновских войн.

## Биография
Родился в семье графа и политика Эркюля Лавиля де Вилластеллона (фр. Hercule Ferdinand Laville de Villastellone; 1753—1826) и его супруги Марии Сент-Мартино Делла Мотта (фр. Maria Guiseppa Saint Martino Della Motta; 1754—).
10 сентября 1790 года начал службу в качестве кадета в полку короля Сардинии. 27 февраля 1791 года внештатный младший лейтенант в Савойском кавалерийском полку. 15 мая 1794 года утверждён в звании младшего лейтенанта. 9 января 1798 года получил звание второго лейтенанта. Совершил кампании 1792-96 годов против французов под началом герцога Аосты.
После поражения сардинцев, в 1799 году вступил на французскую службу и сражался против повстанцев. 5 апреля 1799 года ранен в сражении при Вероне и через 15 дней был произведён в капитаны. Затем занимался организацией пьемонтских драгун. 19 августа 1800 года драгуны были преобразованы в 1-й пьемонтский гусарский полк, а де Лавиль возглавил в нём эскадрон. 
29 сентября 1802 года вышел в отставку, однако 12 января 1803 года вернулся к службе и стал адъютантом генерала Колли. Отправился на Корсику вместе с генералом. Вернулся на континент в июне 1806 года и 22 августа в качестве помощника начальника штаба прибыл в Далмацию.
12 января 1808 года стал адъютантом генерала Фрезья. Участник Австрийской кампании 1809 года. 11 октября 1809 года произведён в полковники штаба.
21 декабря 1810 года был назначен начальником штаба 1-й дивизии тяжёлой кавалерии. В Саксонской кампании 1813 года был начальником штаба 3-й дивизии тяжёлой кавалерии, отличился в сражении при Дрездене. 3 сентября 1813 года произведён в бригадные генералы. Во Французской кампании 1814 года командовал 2-й бригадой 1-й дивизии тяжёлой кавалерии. Отличился в битве при Вошане.
После первого отречения Наполеона вернулся в Италию. С 1 сентября 1814 года без служебного назначения. 14 марта 1815 года получил французское гражданство. 21 октября 1818 года вышел в отставку. 15 августа 1839 года помещён в резерв, и 4 сентября 1841 года окончательно вышел в отставку.

## Воинские звания
- Корнет сардинской службы (11 марта 1791 года, утверждён в звании 15 марта 1794 года);
- Лейтенант французской службы (9 января 1798 года);
- Капитан (20 апреля 1799 года);
- Командир эскадрона (19 августа 1800 года, утверждён 5 апреля 1802 года);
- Полковник штаба (11 октября 1809 года);
- Бригадный генерал (3 сентября 1813 года).

## Награды
Легионер ордена Почётного легиона (14 июня 1804 года)
 Офицер ордена Почётного легиона (11 октября 1812 года)
 Кавалер военного ордена Святого Людовика (29 июля 1814 года)